# وزارة المياه والكهرباء (السعودية)
وزارة المياه والكهرباء السعودية هي وزارة سعودية سابقة كانت مسؤولة عن الإشراف على توفير وسائل الطاقة بالمملكة العربية السعودية كالمياه والكهرباء . كان الوزير المكلف عبدالرحمن الفضلي هو آخر وزير يشرف على هذه الوزارة، وكان قطاع المياه تابعا لوزارة الزراعة وقطاع الكهرباء تابعا لقطاع الصناعة حتى صدر الأمر الملكي بدمجهما تحت وزارة مستقلة.

## نشأة الوزارة
مع بزوغ الفجر الجديد للدولة السعودية الحديثة على يد مؤسسها الملك عبد العزيز، بدأ التطور في كل المجالات ومنها مجالي المياه والكهرباء. فقد أولى الملك عبد العزيز اهتمامه لتوفير سبل الراحة والرفاهية للسكان في كافة أنحاء المملكة، فكانت البداية من مكة المكرمة والمدينة المنورة لتلبية حاجة السكان والوافدين إليهما من حجاج بيت الله الحرام، فأمر يفي عام 1344هـ بتعمير وإصلاح كل من عين زبيدة بمكة المكرمة وعين الزرقاء بالمدينة المنورة، كما وجه عناية المسؤولين في الدولة بتوفير مياه الشرب للحجاج ولأبناء البادية وذلك بحفر الآبار وإنشاء الخزانات وأحواض تجميع مياه السيول على الطرق التي سلكها الحجاج وأبناء البادية في تنقلاتهم.
وفي عام 1348هـ أصدر الملك عبد العزيز أوامره باستيراد جهازين لتكثيف وتقطير مياه البحر المالحة، شكلت نواه أول محطة لتحلية مياه البحر المالحة بالمملكة عرفت باسم (الكنداسة).
كما أدرك الملك عبد العزيز أهمية الكهرباء في المجتمع وتطوره، فأعطى الأولوية لإضاءة الحرمين الشريفين (المسجد الحرام والمسجد النبوي) فكانت الإنطلاقه عام 1327هـ بإضاءة المسجد النبوي الشريف بالمدينة المنورة من مولدين أحدهما يعمل بالفحم والآخر يعمل بالكيروسين، وفي عام 1338هـ تمت إضاءة الحرم المكي الشريف، وفي تاريخ 1/1/1345هـ (1925م) صدرت أول مناقصة لإنارة الحرم الشريف بمبلغ 6 قروش أميري عن كل لمبه، تلا ذلك انطلاق المياه والكهرباء في مدن المملكة مدينة بعد مدينة وقرية بعد قرية وهجرة بعد هجرة، لتبدأ رحلة الحياة معلنة مولد أمة حديثة.

## المبادرات

### مشروع صفـا ( نظام خدمة العملاء والفواتير )
هو مشروع لربط معاملات خدمات العملاء والفواتير على مستوى مديريات المملكة، وربط قاعدة بيانات العملاء، وبيانات كميات الاستهلاك في أنحاء المملكة، ولقد تم اختيار منتج شركة أوراكل العالمية (CC&B Customer Care & Billing) لما يوفره هذا التطبيق من تحسين لكافة مراحل التعامل مع العملاء وسيطبق على عدة مراحل على مستوى المديريات، بدايةً من مديرية المياه بمنطقة المدينة المنورة، يليها باقي مديريات المملكة.

### مشروع شــامل ( تطبيق أنظمة تخطيط الموارد GRP)
شامل هو مشروع تطبيق لأنظمة تخطيط الموارد الحكومية، واختارت الوزارة أنظمة أوراكل (eBusiness Suite) لهذا المشروع. تطبيقات أنظمة أوراكل تحتوي على مجموعة كبيرة من التطبيقات تم اختيار أربعة تطبيقات رئيسية وهي المعنية بالشؤون المالية والإدارية والتي سوف تكون حجر الأساس لتطبيق أنظمة أخرى من أنظمة أوراكل المتعددة في المستقبل.
ومن أهداف المشروع:
- توحيد إجراءات و سياسات العمل.
- نظام واحد متكامل يدمج عمل الإدارات المختلفة.
- تحسين مستوى الأداء والكفاءة لإدارة العمليات.
- تطبيق أفضل الممارسات العالمية وتبسيط إجراءات وسياسات العمل الحالية.

## وزراء المياه والكهرباء منذ تأسيسها
| الوزير                                | الفترة              |
| ------------------------------------- | ------------------- |
| الدكتور غازي بن عبد الرحمن القصيبي    | 1423هـ - 1425هـ     |
| المهندس عبد الله بن عبد الرحمن الحصين | 2004- 2016          |
| المهندس عبدالرحمن الفضلي (مكلف)       | 2016- إلغيت الوزارة |

## وصلات خارجية
الموقع الرسمي للشركة السعودية للكهرباء